# Manuel Gaya i Tomàs
Manuel Gaya i Tomàs (Maldà, 1851 - Lleida, 1912) fou un escriptor costumista lleidatà.
D'idees carlines, de jove va ser un dels redactors del setmanari tradicionalista manresà El Eco del Bruch (1869-1873). Més endavant va escriure el fullet La unidad católica y la libertad de cultos (1876), el qual va ser elogiat pel doctor Fèlix Sardà i Salvany, i després va ser redactor de l'integrista Diario de Lérida.
Fou notari a les Borges Blanques (1882-84) i a Lleida (1884-1912), on fou un dels propulsors dels jocs florals.
Va escriure narracions curtes de caràcter costumista i popular (Gent del carrer, La mula jove, La banqueta), recollides en el volum Fruita de Lleida.
A Lleida hi ha un carrer amb el seu nom.